# Улус-Тараба
Улу́с-Тара́ба (рос. Улус-Тараба) — село у складі Китмановського району Алтайського краю, Росія. Входить до складу Китмановської сільської ради.

## Населення
Населення — 161 особа (2010; 285 у 2002).
Національний склад (станом на 2002 рік):
- росіяни — 82 %